# トレーシー・コールキンズ
トレーシー・アンネ・コールキンズ(Tracy Anne Caulkins 1963年1月11日 - )はアメリカ合衆国ミネソタ州ウィノナ出身のアメリカ人女子競泳選手である。1984年ロサンゼルスオリンピックで200m個人メドレー・400m個人メドレー・400mメドレーリレーの三冠を達成した選手。

## 経歴

### 1978年ベルリン世界水泳選手権
選手として全盛期にあったコールキンズは78年世界選手権で200m個人メドレー・400m個人メドレー・200mバタフライ・400mフリーリレー・400mメドレーリレーの五冠を達成し、100m平泳ぎでも2位に入り、合計7個のメダルを獲得した。200m個人メドレー・400m個人メドレー・200mバタフライ・400mフリーリレーは世界新記録で、400mメドレーリレーは大会新記録での優勝だった。

### 1980年モスクワオリンピック
選考会で代表権を獲得したが、ボイコットのため出場できなかった。

### 1982年グアヤキル世界水泳選手権
オリンピックボイコット後、スランプに陥ったコールキンズは200m個人メドレー・400m個人メドレーで銅メダルを獲得するにとどまった。

### 1984年ロサンゼルスオリンピック
本来の調子を取り戻したコールキンズは200m個人メドレー・400m個人メドレー・400mメドレーリレーで三冠を達成した。